# Kenan Evren
Ahmet Kenan Evren (ur. 17 lipca 1917 w Alaşehirze, zm. 9 maja 2015 w Ankarze) – turecki wojskowy i polityk, generał, szef sztabu generalnego tureckich sił zbrojnych (1978–1983), przywódca zamachu stanu w 1980, głowa państwa i następnie prezydent Turcji w latach 1980–1989.

## Życiorys
Absolwent szkoły wojskowej z 1938 i akademii wojskowej z 1949. Został zawodowym wojskowym w ramach tureckich sił zbrojnych, pełnił m.in. funkcję oficera sztabowego w różnych jednostkach. Kolejne stopnie generalskie otrzymywał w 1964, 1967, 1970 i 1974. Był w międzyczasie m.in. dowódcą dywizji piechoty, dowódcą jednej z armii, a także szefem sztabu sił lądowych. W latach 1977–1978 pełnił funkcję dowódcy sił lądowych. Od 1978 do 1983 zajmował stanowisko szefa sztabu generalnego tureckich sił zbrojnych.
Pod koniec lat 70. Turcja zmagała się z kryzysem gospodarczym, bezrobociem i inflacją, a także z przemocą polityczną ze strony środowisk skrajnej lewicy i skrajnej prawicy. Wojskowi obawiali się wydarzeń podobnych do irańskiej rewolucji z 1979. Parlament tymczasem od marca 1980 nie był w stanie wyłonić następcy prezydenta Fahriego Korutürka (do 11 września tegoż roku przeprowadzono 115 nieudanych głosowań). 12 września 1980 doszło do zamachu stanu przeprowadzonego przez wojskowych. Kenan Evren objął przywództwo w Radzie Bezpieczeństwa Narodowego (MGK), ogłaszając się głową państwa. W skład MGK weszli poza nim także ówcześni dowódcy sił lądowych, powietrznych, morskich i żandarmerii wojskowej. Rada przejęła funkcje władzy wykonawczej i ustawodawczej, przywódcy ugrupowań politycznych (które później zdelegalizowano) zostali aresztowani, rozwiązano parlament, a także ograniczono wolność prasy. W trakcie władzy puczystów pozbawiono wolności kilkaset tysięcy osób, przeprowadzono 50 egzekucji, a około 300 osób zmarło w trakcie uwięzienia, z czego część na skutek stosowania tortur.
Puczyści powołali nowy gabinet, na czele którego stanął admirał Bülend Ulusu, a który przeprowadził reformy gospodarcze przygotowane przez Turguta Özala. W 1982 w referendum przyjęto nową turecką konstytucję, wprowadzone wówczas przepisy zalegalizowały dotychczasowe działania puczystów. 9 listopada 1982 Kenan Evren objął urząd prezydenta, który sprawował przez siedmioletnią kadencję do 9 listopada 1989. W 1983 przeprowadzono wybory parlamentarne; wojskowi popierali w nich partię MDP generała Turguta Sunalpa. Kenan Evren uznał wyniki, zgodnie z którymi wybory wygrała Partia Ojczyźniana Turguta Özala, i współpracował z jego nowo powołanym rządem.
Przepisy z 1982 uniemożliwiały pociągnięcie puczystów do odpowiedzialności karnej. Rządząca od 2002 islamistyczna Partia Sprawiedliwości i Rozwoju podjęła tymczasem działania zmierzające do zmiany tej regulacji w ramach ograniczania roli wojskowych. W wyniku referendum z 2010 przyjęto poprawki do konstytucji, jedna z nich obejmowała zniesienie immunitetu przysługującego dotąd przywódcom wojskowego zamachu stanu. W konsekwencji Kenan Evren oraz były dowódca sił powietrznych Tahsin Şahinkaya zostali oskarżeni o zdradę stanu. Obaj generałowie w czerwcu 2014 w pierwszej instancji zostali skazani na kary dożywotniego pozbawienia wolności i zdegradowani do stopnia szeregowych.

## Życie prywatne
Jego żoną była Sekine Evren; miał troje dzieci.